# عبد الناصر الجفري
عبد الناصر الجفري (بالفرنسية: Abdul Nasser Al-Gifri)‏ (و. 1957 – م) هو عالم نبات من اليمن. 